# Barber Shop
Barber Shop, hrvatski glazbeni sastav iz Splita. Sviraju psihodelični blues. U skladbama im se može prepoznati i rock, fuzija, r'n'r, r&b i soul.
Osnovani su 2006. godine. Prvi album objavili su 2010. godine, naslova First Cut. Snimili su ga Robert Grubić - Gobbo - bass gitara i glavni vokal, Boško Smajić- Brico - Hammond i prateći glas, Zlatko Radulović - Patak - gitara i prateći vokal, Goran Grgurev - Grga - bubanj i prateći vokal, Dean Radovniković -Grizli - akustična gitara, udaraljke i prateći vokal, Robert Stezinar -Robi - klavir i usna harmonika, Žozef Franetović - Žozi - gitara i prateći vokal. Grubić, Smajić, Radulović, Grgurev i Radovniković su stalni članovi sastava. Stezinar je stalni i počasni član, koji ne može često zbog obaveza biti prisutan na svirkama i probama. Žozef Franetović je gost gitarist na albumu i nekim svirkama banda. Album su snimili u Starom Gradu na Hvaru u studiju GMP-ART svibnja 2010. godine. Dean Radovniković bio je snimatelj i glavni producent, a Robert Grubić. Grubić je glavni skladatelj i tekstopisac. Skladao je glazbu za sve skladbe osim  P'un' bide go Wanna  koju potpisuje Stevo Vučković (Stiv Stividen) i blues standard Ljuljam i bauljam. Grubić je napisao sve tekstove osim za skladbe Grmljavina stada, Dan posli petka i Jackie je rekla u 5 koje je napisao Predrag Lucić. Skladbe na albumu su: Pijani muzičari, Grmljavina stada, Škver blues, Jackie je rekla u 5, Dan posli petka,  P'un' bide go- Wanna, Majka Mari, Deveta, Laku noć gospodine blues i bonus skladba Ljuljam i bauljam.
Članovi su već radili s drugim sastavima: Dean Radovniković u Đavolima i Dejo i Žozi, Robert Grubić u Stividenima i Steve Wolfman Bandom, Žozef Franetović u Dejo i Žozi i The Fundach Bend.
2011. godine nastupili su s još pet splitskih blues sastava na Prokurativama na koncertu u sjećanje na velikana splitskog bluesa Jadrana Zlodru Gobba, kojim je 21. lipnja 2011. na splitskim Prokurativama HGU Podružnica 2 Split obilježila Svjetski dan glazbe. Koncert je ujedno bio i prvo izdanje danas etabliranog Split Blues Festivala. Hrvatska glazbena unija objavila je snimku koncerta na CD-u i DVD-u koncem studenoga 2011. pod imenom Split Blues Festival - in memoriam Jadran Zlodre Gobbo. Zastupljeni su dvjema skladbama, autorskom “Laku noć, gospodine Blues” i “Washin’ Machine” koju izvorno izvode Otprilike ovako. Nastupili su 2016. na Reviju urbane kulture - Evo RUKE! 21. lipnja, na svjetski dan glazbe, a s njima sastavi: Uzbuna, Magnolia, Westtaste, Booster Band i Tri Cheri.

## Vanjske poveznice
- MySpace